# U 557
U 557 war ein deutsches U-Boot der ehemaligen Kriegsmarine, das im Zweiten Weltkrieg eingesetzt wurde.
Es war ein Boot des Typs VII C, der vor allem für den Einsatz im Nord- und Mittelatlantik konstruiert worden war („Atlantikboot“).

## Technische Daten
U 557 konnte über Wasser eine Höchstgeschwindigkeit von 19 Knoten erreichen. Unter Wasser konnte es mithilfe der zwei Elektromotoren maximal acht Knoten Fahrt machen. Die Leistungskraft der Batterien ermöglichte dies jedoch nur für eine Stunde. Bei einer geringen Geschwindigkeit, zum Beispiel zwei Knoten, konnte U 557 theoretisch bis zu drei Tage unter Wasser fahren. Eine Tauchfahrt dieser Länge war aber der Besatzung nicht zuzumuten, weil die Luft in den Booten vom Typ VII C bereits nach 24 Stunden verbraucht war. Das war auch das übliche Intervall zum Aufladen der Batterien durch Generatoren während einer Oberflächenfahrt.

### Besatzung
Als U 557 im Sommer 1941 aus Kiel auslief, bestand die Mannschaft aus
- 4 Offizieren und 3 Fähnrichen
- 3 Oberfeldwebeln
- 14 Unteroffizieren
- 27 Maschinisten, Mechanikern, Seeleuten, Torpedomechanikern, Elektrikern und Funkern.

### Kommandant
- 13. Februar 1941 – 16. Dezember 1941

Ottokar Arnold Paulshen wurde am 11. Oktober 1915 in Berlin-Charlottenburg geboren. Er besuchte
die Liebig-Oberrealschule in Frankfurt und trat im September 1934 in die Marine ein (Crew 34).
Zu Beginn des Zweiten Weltkrieges war er Erster Wachoffizier auf U 26 und danach Kommandantenschüler sowie Wachoffizier auf U 18. Am 8. Juni 1940 erhielt Paulshen das Kommando über U 20, das zu dieser Zeit als Ausbildungsboot der 1. U-Flottille in Kiel zugeteilt war. Im Anschluss an die Baubelehrung durch die Kriegsmarinedienststelle in Hamburg wurde Oberleutnant zur See Ottokar Paulshen Kommandant von U 557. Am 10. Juli 1941 wurde er dann zum Kapitänleutnant befördert.

## Geschichte
U 557 war eines der ersten U-Boote, welche von der Werft Blohm & Voss in Hamburg gebaut wurden. Diese Werft wurde erst nach Beginn des Krieges auf den U-Bootbau umgerüstet und erhielt den ersten Bauauftrag (für die Boote U 551 bis U 558) am 25. September 1939. Die Kiellegung von U 557 fand am 6. Januar 1940 und der Stapellauf am 22. Dezember 1940 statt. Am 13. Februar 1941 wurde das Boot unter Oberleutnant zur See Ottokar Paulshen in Dienst gestellt. Am Turm trug U 557 eine Variante des Wappens seiner Patenstadt Düsseldorf.
Bis zum 1. Mai 1941 war U 557 für seine Ausbildungs- und Erprobungsfahrten in der Ostsee der 1. U-Flottille in Kiel (Chef: Korvettenkapitän Hans Cohausz) zugeteilt. Auf der Verlegungsfahrt von Königsberg nach Kiel ereignete sich am 24. April 1941 ein Unfall. Bei einer Tauchübung gab es einen Wassereinbruch im Dieselraum. Das Boot sackte auf den Grund. Ein Mechaniker kam dabei ums Leben. U 557 löste sich erst aus dem Schlick, nachdem die Mannschaft beständig zwischen Bug und Heck hin- und hergelaufen war. Erst durch dieses „Wippen“ oder „Schaukeln“ konnte das Boot aus 165 Metern Tiefe wieder an die Oberfläche gebracht werden.
Vom 1. Mai bis zum 4. Dezember 1941 gehörte U 557 als Frontboot zur 1. U-Flottille. Diese hatte zu Beginn des Krieges ihren Stützpunkt in Kiel, war aber ab Juni 1941 bis zu ihrer Auflösung im September 1944, in Brest angesiedelt.

### Einsätze

#### Erste Unternehmung
U 557 lief am 13. Mai 1941 von Kiel zu seiner ersten Feindfahrt aus. Das Operationsgebiet lag im Nordatlantik. Es wurde einer  Vorpostenkette zugeteilt, die auf der Jagd nach britischen Schiffen war, die das deutsche Schlachtschiff Bismarck verfolgten. Nach dessen Untergang suchte auch U 557 eine Zeit lang vergebens nach Überlebenden. Bei der Rückkehr auf die nördlichen Geleitzugrouten konnte ein Schiff mit 7.290 BRT versenkt werden. Am 3. Juni 1941 wurde das Boot vom Tanker Belchen in der Davisstraße mit Treibstoff versorgt. Nur wenige Stunden später wurde der deutsche Versorger von britischen Kreuzern gestellt und versenkt.
Am 15. Juni 1941 entkam U 557 knapp einem Torpedoangriff des britischen U-Bootes Thunderbolt. Wenige Tage später wurde es in ein Gefecht mit einem britischen Konvoi verwickelt, der aus Richtung Halifax, unter dem Schutz von vier kanadischen Korvetten und dem Zerstörer Ottawa, in Richtung Großbritannien unterwegs war. Bei einem Wasserbombenangriff fiel das Boot auf kritische 180 Meter ab. Es entging aber der Versenkung, da die Verfolger die Jagd (wegen unklarer Signale untereinander) vorzeitig abbrachen.
Am 10. Juli 1941 lief U 557 in seinen neuen Stützpunkt Lorient ein. An diesem Tage wurde der Kommandant Paulshen zum Kapitänleutnant befördert.
- 29. Mai 1941: britischer Frachtdampfer Empire Storm mit 7.290 BRT versenkt (Lage).

#### Zweite Unternehmung
Am 20. August 1941 lief U 557 von Lorient aus. Operationsgebiet war wieder der Nordatlantik. In der Nacht zum 27. August 1941 traf es auf den Geleitzug Outbound South 4 (OS-4), der auf dem Weg nach Sierra Leone war. Aus diesem Konvoi konnten vier Schiffe mit 20.407 BRT versenkt werden.
- 27. August 1941: norwegischer Frachter Segundo mit 4.414 BRT versenkt. (Lage) Die Versenkung des Schiffes kostete sieben Menschen das Leben. Unter den Toten war auch Gudrun Torgersen, die Ehefrau des 1. Offiziers. 27 Überlebende wurden von der Sloop HMS Lulworth aufgenommen.
- 27. August 1941: britischer Dampfer Saugor 6.303 BRT versenkt. (Lage) Hierbei kamen 59 Besatzungsmitglieder des Frachters ums Leben. 23 Personen überlebten die Versenkung der Saugor, wurden von der Perth aufgenommen und am folgenden Tag im schottischen Greenock an Land gebracht.
- 27. August 1941: britischer Dampfer Tremoda mit 4.736 BRT versenkt. (Lage) Hierbei kamen 32 Besatzungsmitglieder ums Leben. Der frei-französische Minenräumer Chevreuil nahm 21 Überlebende auf und brachte sie in Kingston auf Jamaika an Land.[2]
- 27. August 1941: britischer Dampfer Embassage mit 4.954 BRT versenkt (Lage)

Angeblich wurde möglicherweise ein fünftes Schiff versenkt, was aber nicht bestätigt ist.

#### Dritte Unternehmung
Am 19. November 1941 lief U 557 von Lorient in Richtung Mittelmeer aus. Am 26. November 1941 durchbrach das Boot die Blockade bei der Meerenge von Gibraltar. Am 2. Dezember 1941 konnte, südöstlich von Ceuta, ein Schiff mit 4.032 BRT versenkt werden. Am 7. Dezember 1941 lief es in Messina ein. U 557 unterstand seither der 29. U-Flottille mit Sitz in La Spezia.
- 2. Dezember 1941: norwegische Dampfer Fjord mit 4.032 BRT versenkt

#### Vierte Unternehmung
Die letzte Fahrt von U 557 begann am 9. Dezember 1941 mit dem Auslaufen aus Messina. Operationsgebiet war das östliche Mittelmeer. Am 15. Dezember 1941 konnte das Boot vor Alexandria den britischen Leichten Kreuzer HMS Galatea versenken. Bereits am nächsten Tage  wurde U 557 durch Rammstoss eines italienischen Torpedobootes versenkt.
- 15. Dezember 1941: britischen Leichten Kreuzer HMS Galatea mit 5.220 t versenkt (Lage)

### Untergang
Auf dem Wege zu seinem neuen Stützpunkt Salamis wurde U 557  am späten Abend des 16. Dezember 1941, westlich der Insel Kreta, von dem italienischen Torpedoboot Orione gerammt und versenkt (Lage). Der italienische Kommandant gab in seinem Bericht an, dass er keine Signale aus Richtung des U-Bootes bemerkt habe, die ihn davon hätten abhalten können, dieses vermeintlich feindliche Boot zu rammen. Seitens der Orione wurden keine Rettungsversuche unternommen, da man eine Verschlechterung der Witterungsbedingungen befürchtete. Bei diesem Vorfall kam die gesamte Besatzung von 44 Mann ums Leben.